# ابوالمعالی میرعلی شیرازی
ابوالمعالی میرعلی شیرازی ملقب به شمس‌الادبا از خوشنویسان ایران در زمان ناصرالدین شاه است. او خواهرزاده و شاگرد‍ وصال شیرازی است.